# NGC 1023

NGC 1023

 NGC 1023  هي مجرة محدبة وهي عضو في مجموعة NGC 1023 من مجرات عنقود مجرات العذراء العظيم تقع في كوكبة حامل رأس الغول. تتراوح قياسات المسافات بين 9.3 و 19.7 مليون فرسخ فلكي (30 إلى 64 مليون سنة ضوئية). الثقب الأسود الهائل في النواة لديه كتلة (4.4±0.5)×107 M☉.
تم تضمين NGC 1023 في أطلس هالتون من المجرات الغريبة، تحت فئة «مجرات مع شظايا قريبة» تحت رقم 135.

## وصلات خارجية
- NGC 1023 على موقع ويكي سكاي: DSS2, SDSS, GALEX, IRAS, Hydrogen α, X-Ray, Astrophoto, Sky Map, Articles and images